# Frank Fagan
Pour les articles homonymes, voir Fagan.
Frank Farrell Fagan, né en 1945,[réf. nécessaire] est un homme d'affaires et homme politique canadien. Il est lieutenant-gouverneur de Terre-Neuve-et-Labrador de 2013 à 2018.
En 2011, il a été nommé membre de l'Ordre du Canada et, au moment où il est devenu lieutenant-gouverneur, chancelier de l'ordre de Terre-Neuve-et-Labrador.

## Biographie
Dirigeant des télécommunications chez Bell Aliant , Fagan a pris sa retraite en 2008. Il a obtenu un baccalauréat ès arts en 1979 et une maîtrise en administration des affaires en 1982 de l'Université Memorial de Terre-Neuve. 
En 2011, Fagan a été nommé membre de l'Ordre du Canada «pour sa contribution en tant que bénévole, leader communautaire et philanthrope». Il a été investi chancelier de l' Ordre de Terre-Neuve-et-Labrador lors de sa nomination comme lieutenant-gouverneur. 
Son mandat a pris fin le 3 mai 2018.

## Annexe